# Проталина

Проталини на льоду і на землі. Донбас. Березень 2011 р.

Прота́лина — місце, де розтанув сніг і відкрилася  земля або на льоду з'вляється вода. Зазвичай проталини спостерігають  навесні. Навколо самотніх стовбурів дерев проталини утворюються у вигляді глибоких воронок. Серед  полів проталини здаються  чорними або  зеленуватими, ближче до  боліт — бурими, на самих болотах —  сірими і чорними, а на  лісових просіках проталини виглядають як суцільні білі лінії.
Іноді проталинами називають відтале місце на будь-якій замороженій поверхні.

## Фенологія
У  фенології відзначають дату появи перших таловин з метою точнішого визначення  підсезону танення снігу весняного сезону. Поява перших таловин свідчить про температурний перелом і є вірною ознакою наступу  весни.
Відзначають термін появи таловин на рівному місці, а не на схилах або горбах. Поява таловин на рівному місці зазвичай відповідає зростанню температур опівдні до 0 ° C і переходу середньодобової температури вище -5 ° C.
У середній смузі середній термін появи перших таловин — 18 березня, найбільш ранній термін — 3 березня, а найпізніший термін — 11 квітня.